# 隣のクーデレラを甘やかしたら、ウチの合鍵を渡すことになった
『隣のクーデレラを甘やかしたら、ウチの合鍵を渡すことになった』（となりのクーデレラをあまやかしたら、ウチのあいかぎをわたすことになった）は、雪仁による日本のライトノベル。イラストはかがちさく。電撃文庫（KADOKAWA）にて、2020年12月より刊行され、2022年8月に最終刊が発行された。2024年3月時点でシリーズ累計発行部数は20万部を突破している。
メディアミックスとして、コミカライズ作品が青島かなえの作画で『少年エースplus』（同）にて2021年12月24日から連載開始。
「【電撃文庫朗読してみた】」の企画にて、長谷川育美が本作の朗読をしている。

## あらすじ
一人暮らしの高校生、片桐夏臣の隣室に一人の美少女が引っ越してきた。彼女の名前は、ユイ・エリヤ・ヴィリアーズ。整った容姿とクールな佇まいから学校のクラスメートから『深窓のお姫様（クーデレラ）』と呼ばれている。しかし、彼女にはクラスでは見せないもう一つの顔があった。

## 登場人物
片桐 夏臣（かたぎり なおみ）
一人暮らしの高校二年生。面倒見のいい性格。ユイより1年間早く一人暮らしを始めていることから、家事が苦手なユイの手助けをしている。
ユイ・エリヤ・ヴィリアーズ
夏臣の隣室に引っ越してきた女子高生。十七歳。黒髪碧眼の美少女。イギリスの貴族令嬢。夏臣からは「ユイ」と呼ばれている。整った容姿とクールな佇まいからクラスメートからは『深窓のお姫様（クーデレラ）』と呼ばれている。実は世間知らずなところがあり、料理などの家事ができなかったりするが、夏臣に教えてもらいながら少しずつ成長していく。

## 既刊一覧

### 小説
- 雪仁（著）・かがちさく（イラスト） 『隣のクーデレラを甘やかしたら、ウチの合鍵を渡すことになった』 KADOKAWA〈電撃文庫〉、既刊4巻（2021年8月10日現在）
  1. 2020年12月10日発行（同日発売[4]）、ISBN 978-4-04-913382-0
  2. 2021年5月8日発行（同日発売[5]）、ISBN 978-4-04-913786-6
  3. 2021年10月8日発行（同日発売[6]）、ISBN 978-4-04-913945-7
  4. 2022年8月10日発行（同日発売[7]）、ISBN 978-4-04-914289-1

### 漫画
- 青島かなえ（漫画）・雪仁（原作）・かがちさく（キャラクター原案） 『隣のクーデレラを甘やかしたら、ウチの合鍵を渡すことになった』 KADOKAWA〈角川コミックス・エース〉、既刊7巻（2025年6月25日現在）
  1. 2022年8月10日発行（同日発売[8]）、ISBN 978-4-04-112725-4
  2. 2022年11月25日発行（同日発売[9]）、ISBN 978-4-04-113276-0
  3. 2023年5月26日発売[10]、ISBN 978-4-04-113630-0
  4. 2023年10月26日発売[11]、ISBN 978-4-04-114246-2
  5. 2024年3月26日発売[2]、ISBN 978-4-04-114899-0
  6. 2024年9月25日発売[12]、ISBN 978-4-04-115391-8
  7. 2025年6月25日発売[13]、ISBN 978-4-04-116137-1